# AKARA (ロックバンド)
AKARA（アカラ）は、ボーカル、箏、篠笛・能管などの和楽器からなる日本のロックバンド。

## 概要
ボーカルのMIKIKOを中心に2014年に結成された。
『三曲』と『邦楽囃子』という二つの異なる日本伝統音楽の世界をロックボーカルが繋ぐ組み合わせで、自らのスタイルを『J-trad Rock』と称して活動を展開している。バンド名は仮名五十音が「あ」から始まる事に由来。会場の規模によっては、ギター・ベース・ドラムを加えた編成で演奏する 。

## メンバー

### 現在のメンバー
MIKIKO（ボーカル）
UCLA卒。幼少期をアメリカで過ごす。ボン・ジョヴィ好きな親の影響で、日本に帰国した中学時代よりバンド活動を開始。大学進学のために再度渡米し、世界の楽器について学べる講義で和楽器と出会う。当時の教員から「日本人という特徴があるなら和楽器で自己表現すべき」という助言を受けた。それをきっかけに和楽器へ目を向けてバンド活動に取り入れ、卒業後一般企業へ就職のため帰国。会社勤務と並行し音楽活動を続けていたが、ステージを見た上司からの助言を受けミュージシャン兼経営者として独立。日本の伝統楽器を取り入れた活動を本格的に始めた。
Tommy（箏）
生田流箏奏者。洗足学園音楽大学現代邦楽コースを首席で、同大学院を総代で卒業。第9回東京邦楽コンクールにて現代邦楽研究所賞（第2位）、第18回・第20回賢順記念全国箏曲コンクールにて奨励賞を受賞。宮城社教師。
TAKA（篠笛・能管）
東京藝術大学音楽学部邦楽科卒。邦楽演奏会、舞踊会、テレビやラジオに楽曲提供、Ustream等で演奏活動を行い、啓蒙活動にも取り組む。

### 過去のメンバー
覇凰(ZIN)（鼓）
四代続く囃子の血統を受け継ぐ邦楽囃子方。「藤舎呂凰」として歌舞伎や日本舞踊の古典演奏を基盤に活動しつつ、数多くの異業種のアーティストとのコラボレーションを積極的に行う。インストゥメンタルグループ「竜馬四重奏」や若手囃子方による「若獅子会」の一員としても活動している。
KIZEN(JUNN.)（尺八）
三橋貴風・松山龍盟・大山素盟各師に師事。古典尺八などを軸に様々なアーティストとのコラボレーションなど幅広く活動中。インストゥメンタルユニット「紅音」の一員としても活動している。
YUU（鼓・和太鼓）
幼少の頃より望月左武郎と四代目望月朴清より長唄囃子の手ほどきを受け、邦楽囃子方・望月武和珂を許される。自身の太鼓プロジェクト「indra-因陀羅-」の一員としても活動。

## 略歴
- 2014年、バンド結成。第一期メンバーはMIKIKO、TOMMY（のちにTommyに表記変更）、JUNN.（のちにKIZENに改名）、ZIN、KAZUの5人編成。
- 2014年7月、町田POP FESTIVALで審査員特別賞受賞[4]。
- 2015年7月、1stシングル『孤高／ZIPANGU』発売。
- 2015年8月、NHK-FM『真夏の2時間スペシャル！“和楽器ロック”旋風～和楽器が切りひらくJ-POPの未来～』に出演。次にブレイクするバンドとして紹介される。
- 2015年10月、東京の渋谷Gladにて初のワンマンライブ開催。
- 2015年10月および11月、京都の上賀茂神社（世界遺産）にて第42回式年遷宮奉納演奏[5][6]。
- 2016年4月、2ndシングル『KOHAKU-琥珀-／Edge…』発売。
- 2016年4月、KAZUに代わりTAKAが正式加入。
- 2016年10月、東京の渋谷eggmanにて2度目のワンマンライブ開催。同日3rdシングル『KAGEROU-陽炎-／月の涙』発売。
- 2017年3月、東京・渋谷eggmanにて3度目のワンマンライブ開催。
- 2017年4月、ZIN（覇凰）に代わりYUUが正式加入。
- 2017年5月、ドイツにて初の海外公演。19日にケルンでホールワンマンライブを開催。翌20日にはデュッセルドルフ「Japan-Tag（日本デー）」で約1万人の観客を前にメインアクトを務めた。[7]
- 2017年11月、東京・渋谷eggmanにて4度目のワンマンライブ開催。同日4thシングル『STORM／名も泣き花』発売。
- 2018年2月、名古屋mid-FM『真矢RADIO』（LUNA SEAの真矢がパーソナリティを務めるラジオ番組）に出演。
- 2018年2月、KIZENが脱退、4人編成となる。[8]
- 2018年4月、東京都板橋区小豆沢体育館にて、プロバスケットB3リーグ公式戦【東京エクセレンスvs八王子トレインズ】ハーフタイムショーに出演。
- 2018年7月、フランスのパリにて毎年開催されている、日本文化の総合博覧会「Japan Expo, 2018 Paris, France」に出演。
- 2018年11月、TSUTAYA O-WESTにて5度目のワンマンライブを開催。同日1st Album「Crush the Rules」の先行発売。
- 2018年12月、1st Album「Crush the Rules」全国発売。
- 2019年5月31日-6月1日、「LUNA SEA 30th anniversary LIVE」に篠笛 TAKAが出演。
- 2019年7月、フランスのパリにて毎年開催されている、日本文化の総合博覧会「Japan Expo, 2019 Paris, France」に2度目の出演。
- 2019年8月17日、神田明神 EDOCCO STUDIOにて開催された、「和ごとスーパーライブ」に出演。
- 2019年8月27日-31日、アラブ首長国連邦・アブダビにて毎年開催されている中東最大規模の高級趣向品展「ADIHEX」に出演。
- 2022年7月、AKARA Europe Tourを敢行、「JAPAN TOURS FESTIVAL」、「Japan Expo, 2022 Paris, France」[9]など19日間で2ヶ国18公演に出演。
- 2022年12月15日、渋谷GUILTYにて4年ぶりとなるワンマンライブ『REGENERATION 〜The circle of rebirth〜』を２部構成で開催。同日7th Single「Regeneration/百花繚乱」を発売[10]。
- 2023年 2月11日、REGENERATION TOUR2023を開始。同年5月7日にTOUR FINAL ONEMANLIVEを下北沢Regにて開催。同日初のライブCD『REGENERATION Live』を発売[11]。
- 2023年 6月4日、初のミニアルバム「World of REVENGE」をリリース。同日、上野音横丁でリリース記念ライブ「AKARA×JLM pre.『World of REVENGE』」を開催。
- 2023年 12月10日、World of REVENGE Tour 2023 Final Oneman Live〜Against my Fate〜を開催。
- 2024年 2月25日、東京タワーの展望台 Club333  にてAKARA Acoustic Oneman Live MIKIKO＆Tommy誕生祭「REBIRTH」を開催。
- 2024年 4月7日、AKARA 10th Anniversary 無料ワンマンライブ”RISE AS ONE”を開催。

## ディスコグラフィ

### CD
|     | 種類     | タイトル                | 発売日         | 規格 |
| --- | -------- | ----------------------- | -------------- | ---- |
| 1st | シングル | 孤高/ZIPANGU。          | 2015年7月29日  | CD   |
| 2nd | シングル | KOHAKU-琥珀-/Edge…      | 2016年6月15日  | CD   |
| 3rd | シングル | KAGEROU-陽炎-/月の涙    | 2016年10月28日 | CD   |
| 4th | シングル | STORM/名も泣き花        | 2017年11月24日 | CD   |
| 5th | シングル | BERSERKER/GUILTY        | 2022年1月28日  | CD   |
| 6th | シングル | Chronicle/DEAD OR ALIVE | 2022年3月21日  | CD   |
| 7th | シングル | Regeneration/百花繚乱   | 2022年12月25日 | CD   |

### Album
|     | 種類     | タイトル        | 発売日         | 規格 |
| --- | -------- | --------------- | -------------- | ---- |
| 1st | アルバム | Crush the Rules | 2018年12月19日 | CD   |

### Live Album
|     | 種類     | タイトル          | 発売日       | 規格 |
| --- | -------- | ----------------- | ------------ | ---- |
| 1st | アルバム | Regeneration Live | 2023年5月7日 | CD   |

### Mini Album
|     | 種類     | タイトル         | 発売日       | 規格 |
| --- | -------- | ---------------- | ------------ | ---- |
| 1st | アルバム | World of REVENGE | 2023年6月4日 | CD   |

### 映像作品
| タイトル                              | 発売日         | 規格 | 備考                                                                                   |
| ------------------------------------- | -------------- | ---- | -------------------------------------------------------------------------------------- |
| The Storm ～華の嵐の残月に～          | 2017年1月29日  | DVD  | 2016年10月に渋谷eggmanで行われたワンマンライブ、メンバー自身による音声解説も収録       |
| エマージェンザJAPAN LIVE and Document | 2017年8月3日   | DVD  | 2017年7月に渋谷O-EASTにて開催されたエマージェンザJAPAN決勝出場時のドキュメント＆ライブ |
| 4th one man live "CROSS BORDER"       | 2018年5月13日  | DVD  | 2017年11月24日に行われたAKARA 4thワンマンライブを映像化！                              |
| 5th one man live "Crush the Rules!!"  | 2019年7月29日  | DVD  | 2018年11月15日に行われたAKARA 5thワンマンライブを映像化！                              |
| Tommy誕生祭2020 LIVE DVD              | 2020年4月8日   | DVD  | 2020年1月24日に行われたMIKIKO誕生祭をライブ映像化！                                    |
| MIKIKO誕生祭2020 "Chronicle"          | 2020年4月11日  | DVD  | 2020年2月28日に行われたMIKIKO誕生祭とその日初披露されたChronicleを収めたライブ映像！   |
| AKARA LIVE 2021 "Never Die"           | 2021年11月28日 | BD   | 2021年1月に行った無観客ワンマンライブ@赤羽ReNYαでのライブを映像化！                    |